# آناستازیا خرلانووا
آناستازیا خرلانووا (انگلیسی: Anastasiya Kharlanova؛ زادهٔ ۲۲ اکتبر ۱۹۹۲) بازیکن فوتبال اهل بلاروس است.
وی همچنین در تیم ملی فوتبال Belarus بازی کرده‌است.